# 李鳳娘
李 鳳娘（り ほうじょう）は、南宋の光宗の皇后。慈懿皇后（じいこうごう）と諡された。

## 生涯
相州湯陰県の人。李道と妻の張氏の娘。隆興2年（1164年）4月、恭王趙惇（後の光宗）に嫁ぎ、栄国夫人に封ぜられ、すぐに定国夫人に進封した。乾道4年（1168年）10月、趙拡（後の寧宗）を生んだ。乾道7年（1171年）3月、恭王が皇太子に冊立されたことに伴い、皇太子妃となった。淳熙16年（1189年）、光宗が即位すると、皇后に冊立された。
光宗の即位後、鳳娘は趙拡の立太子を願ったが、太上皇孝宗の反対に直面した。これに不満を抱いた鳳娘は「拡は長男であり、本妻である私の実子です。なぜ駄目なのですか」と抗議した。そして、太上皇が廃立を企んでいると光宗に讒言し、皇后の言に惑わされた光宗は父と険悪な関係になった。鳳娘はまたきわめて嫉妬深く、宮女の虐殺を行い、光宗の寵愛を受けていた黄貴妃をも殺害した。
紹熙5年（1194年）6月、孝宗が崩ずると、国喪が行われた。しかし、すでに精神疾患の症状を見せていた光宗が喪の主宰を拒否したため、群臣らの憤りを引き起こした。老齢の太皇太后呉氏は趙汝愚・韓侂冑などと協力して垂簾聴政し、光宗の廃位を宣布しながら寧宗を擁立させた。慶元2年（1196年）10月、鳳娘は寿仁太上皇后の号を贈られた。
慶元6年6月4日（1200年7月16日）、慈儀殿にて56歳で崩御。同年8月、臨安府の南山にある修吉寺に葬られた。

## 逸話
「黒い鳳凰」と呼ばれるほどの凶暴な美女であった。光宗が侍女の美しい手を誉めれば、李鳳娘はその手を切り取って盆に盛り、光宗に捧げた。黄貴妃を殺害した時には、光宗が官員と共に太廟へ臨御して祭祀中にもかかわらず、すぐさま知らせた。これに強いショックを受けた光宗は祭祀を中止し、李鳳娘は光宗に直接経緯を話したという。

## 子女
- 趙挺
- 趙拡（寧宗）
- 斉安公主

## 伝記資料
- 『宋史』巻243 后妃伝下 慈懿李皇后伝
- 『宋会要輯稿』巻12 后妃一 光宗李皇后
- 『建炎以来朝野雑記』